# Djebel en Negueb
Djebel en Negueb (àrab: جبل النَقَاب, Jabal an-Naqāb) és un massís muntanyós que s'estén entre Algèria i Tunísia. A la part tunisiana, administrativament a la governació de Tozeur, hi ha els oasis de muntanya de Mides, Tamerza i Chebika. El massís s'estén, cap a orient, amb el Djebel El Chouabine. 20 km al sud es troba el Chott El Gharsa. Els seus cims no superen els 500 metres.